# Слобозија
Слобозија  (рум. Slobozia) град је у Румунији. Налази се у јужном делу земље, у историјској покрајини Влашка. Слобозија је управно средиште округа Јаломица.
Слобозија се простире се на 132,9 km² и према последњем попису из 2002. године у граду је живело 52.710 становника.

## Географија
Град Слобозија налази се у источном делу историјске покрајине Влашке, у оквиру уже области Мунтеније. Слобозија је нов град, махом изграђен у другој половини 20. века. Град је образован у источном делу Влашке низије, познатом као Бараганска степа, а на важном државном путу Букурешт - Црно море.

## Становништво
| 2011.  |
| ------ |
| 48.241 |

Матични Румуни чине већину градског становништва Слобозије (преко 97%), а од мањина присутни су једино Роми, око 2%.